# 2019-es női kézilabda-világbajnokság
A 2019-es női kézilabda-világbajnokságot november 30. és december 15. között Japánban rendezték meg. Ez volt a 24. női kézilabda-vb. A címvédő a francia válogatott volt. A világbajnokságon 24 csapat vett részt.
A világbajnokságot megelőző napokban a román válogatott Corona Brasov csapatában játszó játékosai ellen vizsgálatot indított a a Nemzetközi Doppingellenes Ügynökség, majd végül az érintett négy játékos – Bianca Bazaliu, Cristina Laslo, Daciana Hosu és Daria Bucur – a Román Kézilabda-szövetség döntése értelmében kikerült a tornára nevezettek névsorából.
A magyar válogatott a 14. helyen végzett, de az eredmények alakulását követően az előző Európa-bajnokságon szerzett 7. helyével részvételi jogot szerzett a 2020-as olimpiai kvalifikációs tornára.
A világbajnoki címet története során először Hollandia szerezte meg miután a döntőben 30–29-re legyőzte a spanyol válogatottat.

## Helyszínek
A világbajnokság mérkőzéseinek Kumamoto régiója ad otthont.
| Higasi-ku                           | Minami-ku                         | Nisi-ku                                          | Jacusiro                              | Jamaga                                     |
| Park Dome Kumamoto Férőhely: 10 000 | Aqua Dome Kumamoto Férőhely: 6400 | Kumamoto Prefektúrai Sportcsarnok Férőhely: 3400 | Jacusirói Sportcsarnok Férőhely: 2500 | Jamagai Városi Sportcsarnok Férőhely: 2100 |
|                                     |                                   |                                                  |                                       |                                            |

## Selejtezők
| Torna                     | Dátum                                | Rendező       | Kvóta | Nemzetek |
| ------------------------- | ------------------------------------ | ------------- | ----- | --- |
| Rendező                   | 2013. október 28.                    | Doha          | 1     | Japán |
| 2017-es világbajnokság    | 2017. december 1–17.                 | Németország   | 1     | Franciaország                                                                                                 |
| 2018-as Amerika-bajnokság | 2018. november 29. – december 4.     | Maceió        | 2     | Argentína · Brazília                                                                                          |
| 2018-as Európa-bajnokság  | 2018. november 29. – december 16.    | Franciaország | 3     | Hollandia · Románia · Oroszország                                                                             |
| 2018-as Ázsia-bajnokság   | 2018. november 30. – december 9.     | Japán         | 4     | Ausztrália · Kína · Kazahsztán · Dél-Korea                                                                    |
| 2018-as Afrika-bajnokság  | 2018. december 2–12.                 | Brazzaville   | 3     | Angola · Kongói DK · Szenegál                                                                                 |
| 2019-es Nor.Ca-bajnokság  | 2019. május 28. – június 2.          | Mexikóváros   | 1     | Kuba |
| Európai selejtezők        | 2018. november 23. – 2019. június 6. |               | 9     | Dánia · Németország · Magyarország · Montenegró · Norvégia · Szerbia · Szlovénia · Spanyolország · Svédország |

1. ↑  Ha az óceániai csapatok (Ausztrália vagy Új-Zéland) az Ázsia-bajnokság első 5 helyén végeznek, akkor kijutnak a világbajnokságra. Ha az 5. helynél lejjebb végeznek, akkor a helyük szabadkártyává változik.[6]

## Résztvevők
A világbajnokságon az alábbi 24 csapat vesz részt:
| Nemzet        | Részvételi jog                        | Kvalifikáció dátuma | Előző szereplések |
| ------------- | ------------------------------------- | ------------------- | ----------------- |
| Japán         | Rendező                               | 2013. október 28.   | 18                |
| Franciaország | Címvédő                               | 2017. december 17.  | 13                |
| Brazília      | 2018-as Amerika-bajnokság, döntős     | 2018. december 3.   | 12                |
| Argentína     | 2018-as Amerika-bajnokság, döntős     | 2018. december 3.   | 9                 |
| Kína          | 2018-as Ázsia-bajnokság, elődöntős    | 2018. december 4.   | 15                |
| Kazahsztán    | 2018-as Ázsia-bajnokság, elődöntős    | 2018. december 4.   | 4                 |
| Dél-Korea     | 2018-as Ázsia-bajnokság, elődöntős    | 2018. december 4.   | 17                |
| Ausztrália    | 2018-as Ázsia-bajnokság, 5. helyezett | 2018. december 8.   | 7                 |
| Szenegál      | 2018-as Afrika-bajnokság, döntős      | 2018. december 10.  | 0                 |
| Angola        | 2018-as Afrika-bajnokság, döntős      | 2018. december 10.  | 14                |
| Kongói DK     | 2018-as Afrika-bajnokság, harmadik    | 2018. december 12.  | 2                 |
| Hollandia     | 2018-as Európa-bajnokság, elődöntős   | 2018. december 12.  | 11                |
| Románia       | 2018-as Európa-bajnokság, elődöntős   | 2018. december 12.  | 23                |
| Oroszország   | 2018-as Európa-bajnokság, elődöntős   | 2018. december 12.  | 12                |
| Kuba          | 2019-es Nor.Ca-bajnokság, győztes     | 2019. június 2.     | 3                 |
| Magyarország  | Európai selejtező                     | 2019. június 5.     | 21                |
| Dánia         | Európai selejtező                     | 2019. június 5.     | 19                |
| Németország   | Európai selejtező                     | 2019. június 5.     | 11                |
| Norvégia      | Európai selejtező                     | 2019. június 5.     | 19                |
| Montenegró    | Európai selejtező                     | 2019. június 5.     | 4                 |
| Svédország    | Európai selejtező                     | 2019. június 6.     | 9                 |
| Szerbia       | Európai selejtező                     | 2019. június 6.     | 3                 |
| Szlovénia     | Európai selejtező                     | 2019. június 6.     | 5                 |
| Spanyolország | Európai selejtező                     | 2019. június 6.     | 9                 |

## Sorsolás
A csoportkör sorsolását 2019. június 21-én tartották Tokióban.

### Kiemelés
A kiemelést 2019. június 19-én tették közzé. A rendező Japán csoportot választhatott.
| 1. kalap                                            | 2. kalap                                       | 3. kalap                                     | 4. kalap                                       | 5. kalap                                   | 6. kalap                                     |
| --------------------------------------------------- | ---------------------------------------------- | -------------------------------------------- | ---------------------------------------------- | ------------------------------------------ | -------------------------------------------- |
| - Franciaország - Oroszország - Hollandia - Románia | - Norvégia - Svédország - Magyarország - Dánia | - Montenegró - Japán - Németország - Szerbia | - Spanyolország - Szlovénia - Dél-Korea - Kína | - Brazília - Angola - Szenegál - Argentína | - Kazahsztán - Kuba - Kongói DK - Ausztrália |

## Csoportkör

### A sorrend meghatározása
A csoportkörben a csapatok sorrendjét elsősorban a szerzett pontok határozzák meg (2 pont egy gőzelem, 1 pont egy döntetlen, 0 pont egy vereség). Ha két vagy több csapat azonos pontszámmal áll, akkor a következők döntenek:
1. több szerzett pont az azonosan álló csapatok közötti mérkőzéseken;
2. jobb gólkülönbség az azonosan álló csapatok közötti mérkőzéseken;
3. több szerzett gól az azonosan álló csapatok közötti mérkőzéseken;
4. jobb gólkülönbség az összes csoportmérkőzésen;
5. több szerzett gól az összes csoportmérkőzésen;

Ha egy csapat helyezését el lehet dönteni, akkor a fenti kritériumokat újra kell alkalmazni, ameddig a többi csapat helyezését nem lehet eldönteni. Ha a helyezés nem dönthető el, akkor sorsolás dönt.
Az időpontok helyi idő szerint (UTC+9), zárójelben magyar idő szerint (UTC+1) értendők.

### A csoport
| Hely. | Csapat    | M | Gy | D | V | G+  | G–  | Gk   | P | Továbbjutás |
| ----- | --------- | - | -- | - | - | --- | --- | ---- | - | ----------- |
| 1.    | Hollandia | 5 | 4  | 0 | 1 | 178 | 134 | +44  | 8 | Középdöntő  |
| 2.    | Norvégia  | 5 | 4  | 0 | 1 | 169 | 115 | +54  | 8 | Középdöntő  |
| 3.    | Szerbia   | 5 | 3  | 0 | 2 | 155 | 143 | +12  | 6 | Középdöntő  |
| 4.    | Angola    | 5 | 2  | 0 | 3 | 150 | 151 | −1   | 4 |             |
| 5.    | Szlovénia | 5 | 2  | 0 | 3 | 142 | 150 | −8   | 4 |             |
| 6.    | Kuba      | 5 | 0  | 0 | 5 | 122 | 223 | −101 | 0 |             |

| 2019. november 30. 15:00 (7:00) | Szerbia   | 32–25       | Angola   | Aqua Dome Kumamoto, Minami-ku Nézőszám: 3605 Játékvezetők: García, Paolantoni (ARG) |
| 2019. november 30. 15:00 (7:00) | Nikolić 7 | (16–12)     | Guialo 5 | Aqua Dome Kumamoto, Minami-ku Nézőszám: 3605 Játékvezetők: García, Paolantoni (ARG) |
| 2019. november 30. 15:00 (7:00) | 4× 2× 0×  | Jegyzőkönyv | 4× 1× 0× | Aqua Dome Kumamoto, Minami-ku Nézőszám: 3605 Játékvezetők: García, Paolantoni (ARG) |

| 2019. november 30. 18:00 (10:00) | Hollandia         | 26–32       | Szlovénia | Aqua Dome Kumamoto, Minami-ku Nézőszám: 2864 Játékvezetők: Krichen, Makhlouf (TUN) |
| 2019. november 30. 18:00 (10:00) | Abbingh, Polman 5 | (14–15)     | Stanko 12 | Aqua Dome Kumamoto, Minami-ku Nézőszám: 2864 Játékvezetők: Krichen, Makhlouf (TUN) |
| 2019. november 30. 18:00 (10:00) | 3× 1× 0×          | Jegyzőkönyv | 4× 1× 0×  | Aqua Dome Kumamoto, Minami-ku Nézőszám: 2864 Játékvezetők: Krichen, Makhlouf (TUN) |

| 2019. november 30. 20:30 (12:30) | Norvégia       | 47–16       | Kuba               | Aqua Dome Kumamoto, Minami-ku Nézőszám: 1871 Játékvezetők: El-Saied, El-Saied (EGY) |
| 2019. november 30. 20:30 (12:30) | Herrem, Løke 8 | (25–9)      | Céspedes, Lusson 3 | Aqua Dome Kumamoto, Minami-ku Nézőszám: 1871 Játékvezetők: El-Saied, El-Saied (EGY) |
| 2019. november 30. 20:30 (12:30) | 3×             | Jegyzőkönyv | 1×                 | Aqua Dome Kumamoto, Minami-ku Nézőszám: 1871 Játékvezetők: El-Saied, El-Saied (EGY) |

| 2019. december 2. 12:30 (4:30) | Kuba   | 27–46       | Szerbia         | Aqua Dome Kumamoto, Minami-ku Nézőszám: 5570 Játékvezetők: Krichen, Makhlouf (TUN) |
| 2019. december 2. 12:30 (4:30) | Rizo 6 | (11–25)     | három játékos 6 | Aqua Dome Kumamoto, Minami-ku Nézőszám: 5570 Játékvezetők: Krichen, Makhlouf (TUN) |
| 2019. december 2. 12:30 (4:30) | 5×     | Jegyzőkönyv | 4×              | Aqua Dome Kumamoto, Minami-ku Nézőszám: 5570 Játékvezetők: Krichen, Makhlouf (TUN) |

| 2019. december 2. 15:00 (7:00) | Angola   | 28–35       | Hollandia  | Aqua Dome Kumamoto, Minami-ku Nézőszám: 4690 Játékvezetők: Belkhiri, Hamidi (ALG) |
| 2019. december 2. 15:00 (7:00) | Carlos 9 | (12–17)     | Abbingh 11 | Aqua Dome Kumamoto, Minami-ku Nézőszám: 4690 Játékvezetők: Belkhiri, Hamidi (ALG) |
| 2019. december 2. 15:00 (7:00) | 5× 1×    | Jegyzőkönyv | 5× 2×      | Aqua Dome Kumamoto, Minami-ku Nézőszám: 4690 Játékvezetők: Belkhiri, Hamidi (ALG) |

| 2019. december 2. 20:30 (12:30) | Szlovénia | 20–36       | Norvégia           | Aqua Dome Kumamoto, Minami-ku Nézőszám: 1680 Játékvezetők: Bonaventura, Bonaventura (FRA) |
| 2019. december 2. 20:30 (12:30) | Gros 9    | (12–13)     | Røsberg Jacobsen 8 | Aqua Dome Kumamoto, Minami-ku Nézőszám: 1680 Játékvezetők: Bonaventura, Bonaventura (FRA) |
| 2019. december 2. 20:30 (12:30) | 3×        | Jegyzőkönyv | 3×                 | Aqua Dome Kumamoto, Minami-ku Nézőszám: 1680 Játékvezetők: Bonaventura, Bonaventura (FRA) |

| 2019. december 3. 15:00 (7:00) | Hollandia    | 51–23       | Kuba       | Aqua Dome Kumamoto, Minami-ku Nézőszám: 5060 Játékvezetők: García, Paolantoni (ARG) |
| 2019. december 3. 15:00 (7:00) | Malestein 11 | (22–11)     | Céspedes 4 | Aqua Dome Kumamoto, Minami-ku Nézőszám: 5060 Játékvezetők: García, Paolantoni (ARG) |
| 2019. december 3. 15:00 (7:00) | 5× 1×        | Jegyzőkönyv | 6×         | Aqua Dome Kumamoto, Minami-ku Nézőszám: 5060 Játékvezetők: García, Paolantoni (ARG) |

| 2019. december 3. 18:00 (10:00) | Szlovénia | 24–33       | Angola            | Aqua Dome Kumamoto, Minami-ku Nézőszám: 2280 Játékvezetők: Ku, I (Koo, Lee) (KOR) |
| 2019. december 3. 18:00 (10:00) | Stanko 9  | (12–16)     | Carlos, Kassoma 6 | Aqua Dome Kumamoto, Minami-ku Nézőszám: 2280 Játékvezetők: Ku, I (Koo, Lee) (KOR) |
| 2019. december 3. 18:00 (10:00) | 3× 2×     | Jegyzőkönyv | 5×                | Aqua Dome Kumamoto, Minami-ku Nézőszám: 2280 Játékvezetők: Ku, I (Koo, Lee) (KOR) |

| 2019. december 3. 20:30 (12:30) | Norvégia           | 28–25       | Szerbia    | Aqua Dome Kumamoto, Minami-ku Nézőszám: 1970 Játékvezetők: Kuttler, Merz (GER) |
| 2019. december 3. 20:30 (12:30) | Oftedal, Arntzen 7 | (13–12)     | Liščević 6 | Aqua Dome Kumamoto, Minami-ku Nézőszám: 1970 Játékvezetők: Kuttler, Merz (GER) |
| 2019. december 3. 20:30 (12:30) | 4× 3×              | Jegyzőkönyv | 8× 1×      | Aqua Dome Kumamoto, Minami-ku Nézőszám: 1970 Játékvezetők: Kuttler, Merz (GER) |

| 2019. december 5. 15:00 (7:00) | Kuba   | 26–39       | Szlovénia | Aqua Dome Kumamoto, Minami-ku Nézőszám: 5520 Játékvezetők: Năstase, Stancu (ROU) |
| 2019. december 5. 15:00 (7:00) | Rizo 7 | (15–17)     | Stanko 11 | Aqua Dome Kumamoto, Minami-ku Nézőszám: 5520 Játékvezetők: Năstase, Stancu (ROU) |
| 2019. december 5. 15:00 (7:00) | 2× 2×  | Jegyzőkönyv | 5× 3×     | Aqua Dome Kumamoto, Minami-ku Nézőszám: 5520 Játékvezetők: Năstase, Stancu (ROU) |

| 2019. december 5. 18:00 (10:00) | Szerbia         | 23–36       | Hollandia | Aqua Dome Kumamoto, Minami-ku Nézőszám: 2460 Játékvezetők: Bonaventura, Bonaventura (FRA) |
| 2019. december 5. 18:00 (10:00) | három játékos 6 | (12–20)     | Polman 8  | Aqua Dome Kumamoto, Minami-ku Nézőszám: 2460 Játékvezetők: Bonaventura, Bonaventura (FRA) |
| 2019. december 5. 18:00 (10:00) | 4×              | Jegyzőkönyv | 4× 2×     | Aqua Dome Kumamoto, Minami-ku Nézőszám: 2460 Játékvezetők: Bonaventura, Bonaventura (FRA) |

| 2019. december 5. 20:30 (12:30) | Norvégia       | 30–24       | Angola   | Aqua Dome Kumamoto, Minami-ku Nézőszám: 1870 Játékvezetők: García, Paolantoni (ARG) |
| 2019. december 5. 20:30 (12:30) | Hegh Arntzen 6 | (13–12)     | Carlos 6 | Aqua Dome Kumamoto, Minami-ku Nézőszám: 1870 Játékvezetők: García, Paolantoni (ARG) |
| 2019. december 5. 20:30 (12:30) | 2× 3×          | Jegyzőkönyv | 5× 1×    | Aqua Dome Kumamoto, Minami-ku Nézőszám: 1870 Játékvezetők: García, Paolantoni (ARG) |

| 2019. december 6. 15:00 (7:00) | Szerbia     | 29–27       | Szlovénia | Aqua Dome Kumamoto, Minami-ku Nézőszám: 4680 Játékvezetők: Makhlouf, Krichen (TUN) |
| 2019. december 6. 15:00 (7:00) | Pop-Lazić 8 | (12–11)     | Stanko 10 | Aqua Dome Kumamoto, Minami-ku Nézőszám: 4680 Játékvezetők: Makhlouf, Krichen (TUN) |
| 2019. december 6. 15:00 (7:00) | 4× 1×       | Jegyzőkönyv | 2× 2×     | Aqua Dome Kumamoto, Minami-ku Nézőszám: 4680 Játékvezetők: Makhlouf, Krichen (TUN) |

| 2019. december 6. 18:00 (10:00) | Angola   | 40–30       | Kuba     | Aqua Dome Kumamoto, Minami-ku Nézőszám: 2680 Játékvezetők: Belkhiri, Hamidi (ALG) |
| 2019. december 6. 18:00 (10:00) | Guialo 7 | (20–16)     | Lusson 7 | Aqua Dome Kumamoto, Minami-ku Nézőszám: 2680 Játékvezetők: Belkhiri, Hamidi (ALG) |
| 2019. december 6. 18:00 (10:00) | 6×       | Jegyzőkönyv | 6× 1×    | Aqua Dome Kumamoto, Minami-ku Nézőszám: 2680 Játékvezetők: Belkhiri, Hamidi (ALG) |

| 2019. december 6. 20:30 (12:30) | Hollandia | 30–28       | Norvégia  | Aqua Dome Kumamoto, Minami-ku Nézőszám: 3380 Játékvezetők: García, Marín (ESP) |
| 2019. december 6. 20:30 (12:30) | Abbingh 6 | (14–18)     | Oftedal 9 | Aqua Dome Kumamoto, Minami-ku Nézőszám: 3380 Játékvezetők: García, Marín (ESP) |
| 2019. december 6. 20:30 (12:30) | 1× 2×     | Jegyzőkönyv | 2×        | Aqua Dome Kumamoto, Minami-ku Nézőszám: 3380 Játékvezetők: García, Marín (ESP) |

### B csoport
| Hely. | Csapat        | M | Gy | D | V | G+  | G–  | Gk   | P | Továbbjutás |
| ----- | ------------- | - | -- | - | - | --- | --- | ---- | - | ----------- |
| 1.    | Dél-Korea     | 5 | 3  | 2 | 0 | 149 | 124 | +25  | 8 | Középdöntő  |
| 2.    | Németország   | 5 | 3  | 1 | 1 | 142 | 111 | +31  | 7 | Középdöntő  |
| 3.    | Dánia         | 5 | 3  | 1 | 1 | 132 | 100 | +32  | 7 | Középdöntő  |
| 4.    | Franciaország | 5 | 2  | 1 | 2 | 137 | 100 | +37  | 5 |             |
| 5.    | Brazília      | 5 | 1  | 1 | 3 | 119 | 115 | +4   | 3 |             |
| 6.    | Ausztrália    | 5 | 0  | 0 | 5 | 53  | 182 | −129 | 0 |             |

| 2019. november 30. 15:00 (7:00) | Németország | 30–24       | Brazília     | Jamagai Városi Sportcsarnok, Jamaga Nézőszám: 1300 Játékvezetők: García, Marín (ESP) |
| 2019. november 30. 15:00 (7:00) | Behnke 6    | (14–11)     | Nascimento 5 | Jamagai Városi Sportcsarnok, Jamaga Nézőszám: 1300 Játékvezetők: García, Marín (ESP) |
| 2019. november 30. 15:00 (7:00) | 4× 1× 0×    | Jegyzőkönyv | 1× 1× 0×     | Jamagai Városi Sportcsarnok, Jamaga Nézőszám: 1300 Játékvezetők: García, Marín (ESP) |

| 2019. november 30. 18:00 (10:00) | Franciaország | 27–29       | Dél-Korea  | Jamagai Városi Sportcsarnok, Jamaga Nézőszám: 1450 Játékvezetők: Lemes, Sosa (URU) |
| 2019. november 30. 18:00 (10:00) | Zaadi 5       | (13–12)     | Ju (Yu) 12 | Jamagai Városi Sportcsarnok, Jamaga Nézőszám: 1450 Játékvezetők: Lemes, Sosa (URU) |
| 2019. november 30. 18:00 (10:00) | 5× 2×         | Jegyzőkönyv | 2× 1×      | Jamagai Városi Sportcsarnok, Jamaga Nézőszám: 1450 Játékvezetők: Lemes, Sosa (URU) |

| 2019. november 30. 20:30 (12:30) | Dánia        | 37–12       | Ausztrália | Kumamoto Prefektúrai Sportcsarnok, Nisi-ku Nézőszám: 1400 Játékvezetők: Cseng (Cheng), Csou (Zhou) (CHN) |
| 2019. november 30. 20:30 (12:30) | Østergaard 6 | (17–4)      | Potocki 4  | Kumamoto Prefektúrai Sportcsarnok, Nisi-ku Nézőszám: 1400 Játékvezetők: Cseng (Cheng), Csou (Zhou) (CHN) |
| 2019. november 30. 20:30 (12:30) | 2× 2×        | Jegyzőkönyv | 8×         | Kumamoto Prefektúrai Sportcsarnok, Nisi-ku Nézőszám: 1400 Játékvezetők: Cseng (Cheng), Csou (Zhou) (CHN) |

| 2019. december 1. 15:00 (7:00) | Brazília       | 19–19       | Franciaország   | Jamagai Városi Sportcsarnok, Jamaga Nézőszám: 1580 Játékvezetők: Lah, Sok (SLO) |
| 2019. december 1. 15:00 (7:00) | négy játékos 3 | (7–10)      | három játékos 3 | Jamagai Városi Sportcsarnok, Jamaga Nézőszám: 1580 Játékvezetők: Lah, Sok (SLO) |
| 2019. december 1. 15:00 (7:00) | 3×             | Jegyzőkönyv | 5× 2× 1×        | Jamagai Városi Sportcsarnok, Jamaga Nézőszám: 1580 Játékvezetők: Lah, Sok (SLO) |

| 2019. december 1. 18:00 (10:00) | Ausztrália | 8–34        | Németország | Jamagai Városi Sportcsarnok, Jamaga Nézőszám: 1450 Játékvezetők: Hizaki, Ikebucsi (JPN) |
| 2019. december 1. 18:00 (10:00) | Potocki 3  | (4–16)      | Lauenroth 6 | Jamagai Városi Sportcsarnok, Jamaga Nézőszám: 1450 Játékvezetők: Hizaki, Ikebucsi (JPN) |
| 2019. december 1. 18:00 (10:00) | 2×         | Jegyzőkönyv | 6× 1×       | Jamagai Városi Sportcsarnok, Jamaga Nézőszám: 1450 Játékvezetők: Hizaki, Ikebucsi (JPN) |

| 2019. december 1. 20:30 (12:30) | Dél-Korea | 26–26       | Dánia     | Kumamoto Prefektúrai Sportcsarnok, Nisi-ku Nézőszám: 1380 Játékvezetők: Alpajdze, Berezskina(RUS) |
| 2019. december 1. 20:30 (12:30) | Ju (Yu) 9 | (13–10)     | Højlund 4 | Kumamoto Prefektúrai Sportcsarnok, Nisi-ku Nézőszám: 1380 Játékvezetők: Alpajdze, Berezskina(RUS) |
| 2019. december 1. 20:30 (12:30) | 5× 1×     | Jegyzőkönyv | 6× 1×     | Kumamoto Prefektúrai Sportcsarnok, Nisi-ku Nézőszám: 1380 Játékvezetők: Alpajdze, Berezskina(RUS) |

| 2019. december 3. 15:00 (7:00) | Dél-Korea  | 33–27       | Brazília | Jamagai Városi Sportcsarnok, Jamaga Nézőszám: 1750 Játékvezetők: Hamidi, Belkhiri (ALG) |
| 2019. december 3. 15:00 (7:00) | Ju, Sin 12 | (16–14)     | Amorim 9 | Jamagai Városi Sportcsarnok, Jamaga Nézőszám: 1750 Játékvezetők: Hamidi, Belkhiri (ALG) |
| 2019. december 3. 15:00 (7:00) | 6× 2×      | Jegyzőkönyv | 3× 2×    | Jamagai Városi Sportcsarnok, Jamaga Nézőszám: 1750 Játékvezetők: Hamidi, Belkhiri (ALG) |

| 2019. december 3. 19:00 (11:00) | Franciaország | 46–7        | Ausztrália | Jamagai Városi Sportcsarnok, Jamaga Nézőszám: 1540 Játékvezetők: El-Saied, El-Saied (EGY) |
| 2019. december 3. 19:00 (11:00) | Coatanea 7    | (21–3)      | Potocki 4  | Jamagai Városi Sportcsarnok, Jamaga Nézőszám: 1540 Játékvezetők: El-Saied, El-Saied (EGY) |
| 2019. december 3. 19:00 (11:00) | 2× 1×         | Jegyzőkönyv | 6× 1×      | Jamagai Városi Sportcsarnok, Jamaga Nézőszám: 1540 Játékvezetők: El-Saied, El-Saied (EGY) |

| 2019. december 3. 20:30 (12:30) | Dánia          | 25–26       | Németország | Kumamoto Prefektúrai Sportcsarnok, Nisi-ku Nézőszám: 1000 Játékvezetők: Sosa, Lemes (URU) |
| 2019. december 3. 20:30 (12:30) | K. Jørgensen 5 | (11–13)     | Behnke 7    | Kumamoto Prefektúrai Sportcsarnok, Nisi-ku Nézőszám: 1000 Játékvezetők: Sosa, Lemes (URU) |
| 2019. december 3. 20:30 (12:30) | 2× 1×          | Jegyzőkönyv | 5× 2×       | Kumamoto Prefektúrai Sportcsarnok, Nisi-ku Nézőszám: 1000 Játékvezetők: Sosa, Lemes (URU) |

| 2019. december 4. 15:00 (7:00) | Ausztrália | 17–34       | Dél-Korea    | Jamagai Városi Sportcsarnok, Jamaga Nézőszám: 1590 Játékvezetők: Lončar, Lončar (CRO) |
| 2019. december 4. 15:00 (7:00) | Potocki 10 | (10–18)     | I (Lee) M. 5 | Jamagai Városi Sportcsarnok, Jamaga Nézőszám: 1590 Játékvezetők: Lončar, Lončar (CRO) |
| 2019. december 4. 15:00 (7:00) | 6× 1×      | Jegyzőkönyv | 3×           | Jamagai Városi Sportcsarnok, Jamaga Nézőszám: 1590 Játékvezetők: Lončar, Lončar (CRO) |

| 2019. december 4. 19:00 (11:00) | Németország | 25–27       | Franciaország | Jamagai Városi Sportcsarnok, Jamaga Nézőszám: 1950 Játékvezetők: García, Marín (ESP) |
| 2019. december 4. 19:00 (11:00) | Bölk 8      | (12–14)     | Zaadi 4       | Jamagai Városi Sportcsarnok, Jamaga Nézőszám: 1950 Játékvezetők: García, Marín (ESP) |
| 2019. december 4. 19:00 (11:00) | 1× 2×       | Jegyzőkönyv | 2× 1×         | Jamagai Városi Sportcsarnok, Jamaga Nézőszám: 1950 Játékvezetők: García, Marín (ESP) |

| 2019. december 4. 20:30 (12:30) | Dánia          | 24–18       | Brazília | Kumamoto Prefektúrai Sportcsarnok, Nisi-ku Nézőszám: 1100 Játékvezetők: García, Paolantoni (ARG) |
| 2019. december 4. 20:30 (12:30) | S. Jørgensen 6 | (11–9)      | Vieira 5 | Kumamoto Prefektúrai Sportcsarnok, Nisi-ku Nézőszám: 1100 Játékvezetők: García, Paolantoni (ARG) |
| 2019. december 4. 20:30 (12:30) | 3× 1×          | Jegyzőkönyv | 5×       | Kumamoto Prefektúrai Sportcsarnok, Nisi-ku Nézőszám: 1100 Játékvezetők: García, Paolantoni (ARG) |

| 2019. december 6. 15:00 (7:00) | Brazília | 31–9        | Ausztrália | Jamagai Városi Sportcsarnok, Jamaga Nézőszám: 1490 Játékvezetők: Cseng, Csou (Cheng, Zhou) (CHN) |
| 2019. december 6. 15:00 (7:00) | Belo 5   | (15–5)      | Potocki 7  | Jamagai Városi Sportcsarnok, Jamaga Nézőszám: 1490 Játékvezetők: Cseng, Csou (Cheng, Zhou) (CHN) |
| 2019. december 6. 15:00 (7:00) | 7× 1×    | Jegyzőkönyv | 2×         | Jamagai Városi Sportcsarnok, Jamaga Nézőszám: 1490 Játékvezetők: Cseng, Csou (Cheng, Zhou) (CHN) |

| 2019. december 6. 19:00 (11:00) | Németország | 27–27       | Dél-Korea  | Jamagai Városi Sportcsarnok, Jamaga Nézőszám: 2100 Játékvezetők: Alpajdze, Berezskina (RUS) |
| 2019. december 6. 19:00 (11:00) | Behnke 7    | (15–14)     | Ju (Yu) 10 | Jamagai Városi Sportcsarnok, Jamaga Nézőszám: 2100 Játékvezetők: Alpajdze, Berezskina (RUS) |
| 2019. december 6. 19:00 (11:00) | 6× 2×       | Jegyzőkönyv | 2×         | Jamagai Városi Sportcsarnok, Jamaga Nézőszám: 2100 Játékvezetők: Alpajdze, Berezskina (RUS) |

| 2019. december 6. 20:30 (12:30) | Franciaország | 18–20       | Dánia          | Kumamoto Prefektúrai Sportcsarnok, Nisi-ku Nézőszám: 1600 Játékvezetők: Lah, Sok (SLO) |
| 2019. december 6. 20:30 (12:30) | Lacrabère 6   | (7–9)       | S. Jørgensen 7 | Kumamoto Prefektúrai Sportcsarnok, Nisi-ku Nézőszám: 1600 Játékvezetők: Lah, Sok (SLO) |
| 2019. december 6. 20:30 (12:30) | 4× 3×         | Jegyzőkönyv | 6×             | Kumamoto Prefektúrai Sportcsarnok, Nisi-ku Nézőszám: 1600 Játékvezetők: Lah, Sok (SLO) |

### C csoport
| Hely. | Csapat        | M | Gy | D | V | G+  | G–  | Gk  | P  | Továbbjutás |
| ----- | ------------- | - | -- | - | - | --- | --- | --- | -- | ----------- |
| 1.    | Spanyolország | 5 | 5  | 0 | 0 | 159 | 103 | +56 | 10 | Középdöntő  |
| 2.    | Montenegró    | 5 | 4  | 0 | 1 | 137 | 123 | +14 | 8  | Középdöntő  |
| 3.    | Románia       | 5 | 3  | 0 | 2 | 121 | 129 | −8  | 6  | Középdöntő  |
| 4.    | Magyarország  | 5 | 2  | 0 | 3 | 145 | 117 | +28 | 4  |             |
| 5.    | Szenegál      | 5 | 1  | 0 | 4 | 119 | 137 | −18 | 2  |             |
| 6.    | Kazahsztán    | 5 | 0  | 0 | 5 | 92  | 164 | −72 | 0  |             |

| 2019. november 30. 15:00 (7:00) | Montenegró | 29–25       | Szenegál          | Jacusirói Sportcsarnok, Jacusiro Nézőszám: 1900 Játékvezetők: Kuttler, Merz (GER) |
| 2019. november 30. 15:00 (7:00) | Jauković 7 | (14–15)     | Keita, Sankharé 5 | Jacusirói Sportcsarnok, Jacusiro Nézőszám: 1900 Játékvezetők: Kuttler, Merz (GER) |
| 2019. november 30. 15:00 (7:00) | 5× 3×      | Jegyzőkönyv | 2× 1×             | Jacusirói Sportcsarnok, Jacusiro Nézőszám: 1900 Játékvezetők: Kuttler, Merz (GER) |

| 2019. november 30. 18:00 (10:00) | Románia | 16–31       | Spanyolország       | Kumamoto Prefektúrai Sportcsarnok, Nisi-ku Nézőszám: 1300 Játékvezetők: Bonaventura, Bonaventura (FRA) |
| 2019. november 30. 18:00 (10:00) | Neagu 6 | (9–16)      | Cabral, Fernández 6 | Kumamoto Prefektúrai Sportcsarnok, Nisi-ku Nézőszám: 1300 Játékvezetők: Bonaventura, Bonaventura (FRA) |
| 2019. november 30. 18:00 (10:00) | 7× 2×   | Jegyzőkönyv | 5× 1×               | Kumamoto Prefektúrai Sportcsarnok, Nisi-ku Nézőszám: 1300 Játékvezetők: Bonaventura, Bonaventura (FRA) |

| 2019. november 30. 18:00 (10:00) | Magyarország      | 39–15       | Kazahsztán | Jacusirói Sportcsarnok, Jacusiro Nézőszám: 1800 Játékvezetők: Hizaki, Ikebucsi (JPN) |
| 2019. november 30. 18:00 (10:00) | Márton, Schatzl 7 | (22–8)      | Abilda 5   | Jacusirói Sportcsarnok, Jacusiro Nézőszám: 1800 Játékvezetők: Hizaki, Ikebucsi (JPN) |
| 2019. november 30. 18:00 (10:00) | 1×                | Jegyzőkönyv |            | Jacusirói Sportcsarnok, Jacusiro Nézőszám: 1800 Játékvezetők: Hizaki, Ikebucsi (JPN) |

| 2019. december 1. 15:00 (7:00) | Kazahsztán    | 21–30       | Montenegró  | Jacusirói Sportcsarnok, Jacusiro Nézőszám: 1910 Játékvezetők: El-Saied, El-Saied (EGY) |
| 2019. december 1. 15:00 (7:00) | Alexandrova 5 | (11–13)     | Radičević 9 | Jacusirói Sportcsarnok, Jacusiro Nézőszám: 1910 Játékvezetők: El-Saied, El-Saied (EGY) |
| 2019. december 1. 15:00 (7:00) | 3×            | Jegyzőkönyv | 5× 1×       | Jacusirói Sportcsarnok, Jacusiro Nézőszám: 1910 Játékvezetők: El-Saied, El-Saied (EGY) |

| 2019. december 1. 18:00 (10:00) | Spanyolország | 29–25       | Magyarország | Kumamoto Prefektúrai Sportcsarnok, Nisi-ku Nézőszám: 1600 Játékvezetők: Christiansen, Hansen (DEN) |
| 2019. december 1. 18:00 (10:00) | Cabral 7      | (18–13)     | Tóvizi 5     | Kumamoto Prefektúrai Sportcsarnok, Nisi-ku Nézőszám: 1600 Játékvezetők: Christiansen, Hansen (DEN) |
| 2019. december 1. 18:00 (10:00) | 4× 1×         | Jegyzőkönyv | 5× 1×        | Kumamoto Prefektúrai Sportcsarnok, Nisi-ku Nézőszám: 1600 Játékvezetők: Christiansen, Hansen (DEN) |

| 2019. december 1. 18:00 (10:00) | Szenegál        | 24–29       | Románia  | Jacusirói Sportcsarnok, Jacusiro Nézőszám: 1850 Játékvezetők: Ku, I (Koo, Lee) (KOR) |
| 2019. december 1. 18:00 (10:00) | három játékos 6 | (12–15)     | Neagu 13 | Jacusirói Sportcsarnok, Jacusiro Nézőszám: 1850 Játékvezetők: Ku, I (Koo, Lee) (KOR) |
| 2019. december 1. 18:00 (10:00) | 3× 2×           | Jegyzőkönyv | 7× 4×    | Jacusirói Sportcsarnok, Jacusiro Nézőszám: 1850 Játékvezetők: Ku, I (Koo, Lee) (KOR) |

| 2019. december 3. 15:00 (7:00) | Magyarország | 24–25       | Montenegró  | Kumamoto Prefektúrai Sportcsarnok, Nisi-ku Nézőszám: 1600 Játékvezetők: García, Marín (ESP) |
| 2019. december 3. 15:00 (7:00) | Schatzl 7    | (12–13)     | Radičević 8 | Kumamoto Prefektúrai Sportcsarnok, Nisi-ku Nézőszám: 1600 Játékvezetők: García, Marín (ESP) |
| 2019. december 3. 15:00 (7:00) | 2× 2×        | Jegyzőkönyv | 7× 1×       | Kumamoto Prefektúrai Sportcsarnok, Nisi-ku Nézőszám: 1600 Játékvezetők: García, Marín (ESP) |

| 2019. december 3. 15:00 (7:00) | Spanyolország | 29–20       | Szenegál | Jacusirói Sportcsarnok, Jacusiro Nézőszám: 1950 Játékvezetők: Lah, Sok (SLO) |
| 2019. december 3. 15:00 (7:00) | Barbosa 8     | (14–13)     | Camara 6 | Jacusirói Sportcsarnok, Jacusiro Nézőszám: 1950 Játékvezetők: Lah, Sok (SLO) |
| 2019. december 3. 15:00 (7:00) | 5× 3×         | Jegyzőkönyv | 4×       | Jacusirói Sportcsarnok, Jacusiro Nézőszám: 1950 Játékvezetők: Lah, Sok (SLO) |

| 2019. december 3. 19:00 (11:00) | Románia  | 22–20       | Kazahsztán | Jacusirói Sportcsarnok, Jacusiro Nézőszám: 1810 Játékvezetők: Cseng, Csou (Cheng, Zhou) (CHN) |
| 2019. december 3. 19:00 (11:00) | Pintea 5 | (14–11)     | Khardina 6 | Jacusirói Sportcsarnok, Jacusiro Nézőszám: 1810 Játékvezetők: Cseng, Csou (Cheng, Zhou) (CHN) |
| 2019. december 3. 19:00 (11:00) | 3× 1×    | Jegyzőkönyv | 1×         | Jacusirói Sportcsarnok, Jacusiro Nézőszám: 1810 Játékvezetők: Cseng, Csou (Cheng, Zhou) (CHN) |

| 2019. december 4. 15:00 (7:00) | Montenegró            | 27–26       | Románia  | Kumamoto Prefektúrai Sportcsarnok, Nisi-ku Nézőszám: 1700 Játékvezetők: Christiansen, Hansen (DEN) |
| 2019. december 4. 15:00 (7:00) | Radičević, Raičević 6 | (11–12)     | Neagu 11 | Kumamoto Prefektúrai Sportcsarnok, Nisi-ku Nézőszám: 1700 Játékvezetők: Christiansen, Hansen (DEN) |
| 2019. december 4. 15:00 (7:00) | 7× 3× 1×              | Jegyzőkönyv | 7× 1×    | Kumamoto Prefektúrai Sportcsarnok, Nisi-ku Nézőszám: 1700 Játékvezetők: Christiansen, Hansen (DEN) |

| 2019. december 4. 15:00 (7:00) | Kazahsztán          | 16–43       | Spanyolország | Jacusirói Sportcsarnok, Jacusiro Nézőszám: 2000 Játékvezetők: Alpaidze, Berezkina (RUS) |
| 2019. december 4. 15:00 (7:00) | Abilda, Rejmetova 3 | (11–19)     | M. López 10   | Jacusirói Sportcsarnok, Jacusiro Nézőszám: 2000 Játékvezetők: Alpaidze, Berezkina (RUS) |
| 2019. december 4. 15:00 (7:00) | 5×                  | Jegyzőkönyv | 4×            | Jacusirói Sportcsarnok, Jacusiro Nézőszám: 2000 Játékvezetők: Alpaidze, Berezkina (RUS) |

| 2019. december 4. 19:00 (11:00) | Magyarország | 30–20       | Szenegál   | Jacusirói Sportcsarnok, Jacusiro Nézőszám: 2020 Játékvezetők: Alpaidze, Berezkina (RUS) |
| 2019. december 4. 19:00 (11:00) | Kovács 6     | (17–9)      | Sankharé 6 | Jacusirói Sportcsarnok, Jacusiro Nézőszám: 2020 Játékvezetők: Alpaidze, Berezkina (RUS) |
| 2019. december 4. 19:00 (11:00) | 2× 1×        | Jegyzőkönyv | 4× 1×      | Jacusirói Sportcsarnok, Jacusiro Nézőszám: 2020 Játékvezetők: Alpaidze, Berezkina (RUS) |

| 2019. december 6. 15:00 (7:00) | Szenegál | 30–20       | Kazahsztán | Kumamoto Prefektúrai Sportcsarnok, Nisi-ku Nézőszám: 1700 Játékvezetők: Hizaki, Ikebuchi (JPN) |
| 2019. december 6. 15:00 (7:00) | Camara 8 | (15–7)      | Abilda 7   | Kumamoto Prefektúrai Sportcsarnok, Nisi-ku Nézőszám: 1700 Játékvezetők: Hizaki, Ikebuchi (JPN) |
| 2019. december 6. 15:00 (7:00) | 3×       | Jegyzőkönyv | 6×         | Kumamoto Prefektúrai Sportcsarnok, Nisi-ku Nézőszám: 1700 Játékvezetők: Hizaki, Ikebuchi (JPN) |

| 2019. december 6. 15:00 (7:00) | Montenegró  | 26–27       | Spanyolország   | Jacusirói Sportcsarnok, Jacusiro Nézőszám: 2000 Játékvezetők: Bonaventura, Bonaventura (FRA) |
| 2019. december 6. 15:00 (7:00) | Radičević 7 | (14–14)     | Barbosa, Pena 6 | Jacusirói Sportcsarnok, Jacusiro Nézőszám: 2000 Játékvezetők: Bonaventura, Bonaventura (FRA) |
| 2019. december 6. 15:00 (7:00) | 7×          | Jegyzőkönyv | 4× 2×           | Jacusirói Sportcsarnok, Jacusiro Nézőszám: 2000 Játékvezetők: Bonaventura, Bonaventura (FRA) |

| 2019. december 6. 19:00 (11:00) | Románia  | 28–27       | Magyarország       | Jacusirói Sportcsarnok, Jacusiro Nézőszám: 2500 Játékvezetők: Kuttler, Merz (GER) |
| 2019. december 6. 19:00 (11:00) | Neagu 10 | (10–16)     | Kovacsics, Szabó 6 | Jacusirói Sportcsarnok, Jacusiro Nézőszám: 2500 Játékvezetők: Kuttler, Merz (GER) |
| 2019. december 6. 19:00 (11:00) | 6× 2×    | Jegyzőkönyv | 5× 2×              | Jacusirói Sportcsarnok, Jacusiro Nézőszám: 2500 Játékvezetők: Kuttler, Merz (GER) |

### D csoport
| Hely. | Csapat      | M | Gy | D | V | G+  | G–  | Gk  | P  | Továbbjutás |
| ----- | ----------- | - | -- | - | - | --- | --- | --- | -- | ----------- |
| 1.    | Oroszország | 5 | 5  | 0 | 0 | 158 | 91  | +67 | 10 | Középdöntő  |
| 2.    | Svédország  | 5 | 4  | 0 | 1 | 144 | 114 | +30 | 8  | Középdöntő  |
| 3.    | Japán (R)   | 5 | 3  | 0 | 2 | 136 | 121 | +15 | 6  | Középdöntő  |
| 4.    | Argentína   | 5 | 2  | 0 | 3 | 124 | 133 | −9  | 4  |             |
| 5.    | Kongói DK   | 5 | 1  | 0 | 4 | 86  | 137 | −51 | 2  |             |
| 6.    | Kína        | 5 | 0  | 0 | 5 | 100 | 152 | −52 | 0  |             |

| 2019. november 30. 15:00 (7:00) | Japán   | 24–20       | Argentína | Park Dome Kumamoto, Higasi-ku Nézőszám: 9100 Játékvezetők: Năstase, Stancu (ROU) |
| 2019. november 30. 15:00 (7:00) | Ójama 5 | (14–10)     | Karsten 7 | Park Dome Kumamoto, Higasi-ku Nézőszám: 9100 Játékvezetők: Năstase, Stancu (ROU) |
| 2019. november 30. 15:00 (7:00) | 9× 2×   | Jegyzőkönyv | 4× 2×     | Park Dome Kumamoto, Higasi-ku Nézőszám: 9100 Játékvezetők: Năstase, Stancu (ROU) |

| 2019. november 30. 18:00 (10:00) | Oroszország  | 26–21       | Kína          | Park Dome Kumamoto, Higasi-ku Nézőszám: 4900 Játékvezetők: Lončar, Lončar (CRO) |
| 2019. november 30. 18:00 (10:00) | Manaharova 5 | (13–6)      | Csen (Chen) 4 | Park Dome Kumamoto, Higasi-ku Nézőszám: 4900 Játékvezetők: Lončar, Lončar (CRO) |
| 2019. november 30. 18:00 (10:00) | 3× 1×        | Jegyzőkönyv | 4× 2×         | Park Dome Kumamoto, Higasi-ku Nézőszám: 4900 Játékvezetők: Lončar, Lončar (CRO) |

| 2019. november 30. 20:30 (12:30) | Svédország   | 26–16       | Kongói DK | Park Dome Kumamoto, Higasi-ku Nézőszám: 2230 Játékvezetők: Antić, Jakovljević (SRB) |
| 2019. november 30. 20:30 (12:30) | Lagerquist 6 | (11–8)      | Mwasesa 6 | Park Dome Kumamoto, Higasi-ku Nézőszám: 2230 Játékvezetők: Antić, Jakovljević (SRB) |
| 2019. november 30. 20:30 (12:30) | 2× 3×        | Jegyzőkönyv | 3× 1×     | Park Dome Kumamoto, Higasi-ku Nézőszám: 2230 Játékvezetők: Antić, Jakovljević (SRB) |

| 2019. december 2. 15:00 (7:00) | Argentína       | 22–35       | Oroszország  | Park Dome Kumamoto, Higasi-ku Nézőszám: 6628 Játékvezetők: Cseng (Zheng), Csou (Zhou) (CHN) |
| 2019. december 2. 15:00 (7:00) | három játékos 4 | (12–17)     | Gorsenyina 5 | Park Dome Kumamoto, Higasi-ku Nézőszám: 6628 Játékvezetők: Cseng (Zheng), Csou (Zhou) (CHN) |
| 2019. december 2. 15:00 (7:00) | 1× 3×           | Jegyzőkönyv | 7× 1×        | Park Dome Kumamoto, Higasi-ku Nézőszám: 6628 Játékvezetők: Cseng (Zheng), Csou (Zhou) (CHN) |

| 2019. december 2. 18:00 (10:00) | Kongói DK | 16–28       | Japán   | Park Dome Kumamoto, Higasi-ku Nézőszám: 4476 Játékvezetők: Lončar, Lončar (CRO) |
| 2019. december 2. 18:00 (10:00) | Ngo 4     | (9–17)      | Ójama 6 | Park Dome Kumamoto, Higasi-ku Nézőszám: 4476 Játékvezetők: Lončar, Lončar (CRO) |
| 2019. december 2. 18:00 (10:00) | 2× 1×     | Jegyzőkönyv | 4×      | Park Dome Kumamoto, Higasi-ku Nézőszám: 4476 Játékvezetők: Lončar, Lončar (CRO) |

| 2019. december 2. 20:30 (12:30) | Kína         | 19–32       | Svédország      | Park Dome Kumamoto, Higasi-ku Nézőszám: 2100 Játékvezetők: Stancu, Năstase (ROU) |
| 2019. december 2. 20:30 (12:30) | Csin (Jin) 5 | (7–16)      | három játékos 4 | Park Dome Kumamoto, Higasi-ku Nézőszám: 2100 Játékvezetők: Stancu, Năstase (ROU) |
| 2019. december 2. 20:30 (12:30) | 6× 1×        | Jegyzőkönyv | 6× 2×           | Park Dome Kumamoto, Higasi-ku Nézőszám: 2100 Játékvezetők: Stancu, Năstase (ROU) |

| 2019. december 3. 14:30 (6:30) | Oroszország  | 34–13       | Kongói DK | Park Dome Kumamoto, Higasi-ku Nézőszám: 6765 Játékvezetők: Hizaki, Ikebucsi (JPN) |
| 2019. december 3. 14:30 (6:30) | Manaharova 6 | (19–7)      | Mwasesa 5 | Park Dome Kumamoto, Higasi-ku Nézőszám: 6765 Játékvezetők: Hizaki, Ikebucsi (JPN) |
| 2019. december 3. 14:30 (6:30) | 4×           | Jegyzőkönyv | 5× 1×     | Park Dome Kumamoto, Higasi-ku Nézőszám: 6765 Játékvezetők: Hizaki, Ikebucsi (JPN) |

| 2019. december 3. 17:00 (9:00) | Kína          | 28–34       | Argentína  | Park Dome Kumamoto, Higasi-ku Nézőszám: 1985 Játékvezetők: Antić, Jakovljević (SRB) |
| 2019. december 3. 17:00 (9:00) | Csin (Jin) 10 | (13–18)     | Karsten 12 | Park Dome Kumamoto, Higasi-ku Nézőszám: 1985 Játékvezetők: Antić, Jakovljević (SRB) |
| 2019. december 3. 17:00 (9:00) | 4×            | Jegyzőkönyv | 3× 1×      | Park Dome Kumamoto, Higasi-ku Nézőszám: 1985 Játékvezetők: Antić, Jakovljević (SRB) |

| 2019. december 3. 19:30 (11:30) | Svédország | 34–26       | Japán    | Park Dome Kumamoto, Higasi-ku Nézőszám: 6375 Játékvezetők: Krichen, Makhlouf (TUN) |
| 2019. december 3. 19:30 (11:30) | Bohm 7     | (20–13)     | Tanabe 5 | Park Dome Kumamoto, Higasi-ku Nézőszám: 6375 Játékvezetők: Krichen, Makhlouf (TUN) |
| 2019. december 3. 19:30 (11:30) | 4× 1×      | Jegyzőkönyv | 4×       | Park Dome Kumamoto, Higasi-ku Nézőszám: 6375 Játékvezetők: Krichen, Makhlouf (TUN) |

| 2019. december 5. 15:00 (7:00) | Kongói DK  | 25–24       | Kína         | Park Dome Kumamoto, Higasi-ku Nézőszám: 6729 Játékvezetők: Kuttler, Merz (GER) |
| 2019. december 5. 15:00 (7:00) | Mwasesa 12 | (10–11)     | Csin (Jin) 8 | Park Dome Kumamoto, Higasi-ku Nézőszám: 6729 Játékvezetők: Kuttler, Merz (GER) |
| 2019. december 5. 15:00 (7:00) | 6× 2× 1×   | Jegyzőkönyv | 5× 1×        | Park Dome Kumamoto, Higasi-ku Nézőszám: 6729 Játékvezetők: Kuttler, Merz (GER) |

| 2019. december 5. 18:00 (10:00) | Japán      | 23–33       | Oroszország | Park Dome Kumamoto, Higasi-ku Nézőszám: 6220 Játékvezetők: Antić, Jakovljević (SRB) |
| 2019. december 5. 18:00 (10:00) | Szaszaki 7 | (16–16)     | Szeny 8     | Park Dome Kumamoto, Higasi-ku Nézőszám: 6220 Játékvezetők: Antić, Jakovljević (SRB) |
| 2019. december 5. 18:00 (10:00) | 2× 1×      | Jegyzőkönyv | 2× 1×       | Park Dome Kumamoto, Higasi-ku Nézőszám: 6220 Játékvezetők: Antić, Jakovljević (SRB) |

| 2019. december 5. 20:30 (12:30) | Svédország | 30–23       | Argentína | Park Dome Kumamoto, Higasi-ku Nézőszám: 2442 Játékvezetők: Lončar, Lončar (CRO) |
| 2019. december 5. 20:30 (12:30) | Mässing 5  | (14–11)     | Mendoza 8 | Park Dome Kumamoto, Higasi-ku Nézőszám: 2442 Játékvezetők: Lončar, Lončar (CRO) |
| 2019. december 5. 20:30 (12:30) | 5× 1×      | Jegyzőkönyv | 3× 2×     | Park Dome Kumamoto, Higasi-ku Nézőszám: 2442 Játékvezetők: Lončar, Lončar (CRO) |

| 2019. december 6. 15:00 (7:00) | Japán     | 35–18       | Kína         | Park Dome Kumamoto, Higasi-ku Nézőszám: 8310 Játékvezetők: Sosa, Lemes (URU) |
| 2019. december 6. 15:00 (7:00) | Akijama 8 | (17–8)      | Szun (Sun) 5 | Park Dome Kumamoto, Higasi-ku Nézőszám: 8310 Játékvezetők: Sosa, Lemes (URU) |
| 2019. december 6. 15:00 (7:00) | 2× 2×     | Jegyzőkönyv | 5× 2×        | Park Dome Kumamoto, Higasi-ku Nézőszám: 8310 Játékvezetők: Sosa, Lemes (URU) |

| 2019. december 6. 18:00 (10:00) | Argentína | 25–16       | Kongói DK | Park Dome Kumamoto, Higasi-ku Nézőszám: 2950 Játékvezetők: Christiansen, Hansen (DEN) |
| 2019. december 6. 18:00 (10:00) | Karsten 8 | (9–13)      | Mwasesa 5 | Park Dome Kumamoto, Higasi-ku Nézőszám: 2950 Játékvezetők: Christiansen, Hansen (DEN) |
| 2019. december 6. 18:00 (10:00) | 3× 2×     | Jegyzőkönyv | 5×        | Park Dome Kumamoto, Higasi-ku Nézőszám: 2950 Játékvezetők: Christiansen, Hansen (DEN) |

| 2019. december 6. 20:30 (12:30) | Oroszország | 30–22       | Svédország | Park Dome Kumamoto, Higasi-ku Nézőszám: 3826 Játékvezetők: Ku, I (Koo, Lee) (KOR) |
| 2019. december 6. 20:30 (12:30) | Frolova 11  | (16–12)     | Gulldén 8  | Park Dome Kumamoto, Higasi-ku Nézőszám: 3826 Játékvezetők: Ku, I (Koo, Lee) (KOR) |
| 2019. december 6. 20:30 (12:30) | 8× 3×       | Jegyzőkönyv | 5×         | Park Dome Kumamoto, Higasi-ku Nézőszám: 3826 Játékvezetők: Ku, I (Koo, Lee) (KOR) |

## Elnök-kupa

### A 21–24. helyért
| 2019. december 8. 10:00 (02:00) | Kuba             | 45–25       | Ausztrália | Kumamoto Prefektúrai Sportcsarnok, Nisi-ku Nézőszám: 800 Játékvezetők: Lemes, Sosa (URU) |
| 2019. december 8. 10:00 (02:00) | Robert, Téllez 7 | (25–16)     | Potocki 10 | Kumamoto Prefektúrai Sportcsarnok, Nisi-ku Nézőszám: 800 Játékvezetők: Lemes, Sosa (URU) |
| 2019. december 8. 10:00 (02:00) | 8× 1× 2×         | Jegyzőkönyv | 4× 1×      | Kumamoto Prefektúrai Sportcsarnok, Nisi-ku Nézőszám: 800 Játékvezetők: Lemes, Sosa (URU) |

| 2019. december 8. 12:30 (4:30) | Kazahsztán   | 29–23       | Kína         | Kumamoto Prefektúrai Sportcsarnok, Nisi-ku Nézőszám: 1000 Játékvezetők: Antić, Jakovljević (SRB) |
| 2019. december 8. 12:30 (4:30) | Rejemetova 8 | (16–15)     | Csin (Jin) 7 | Kumamoto Prefektúrai Sportcsarnok, Nisi-ku Nézőszám: 1000 Játékvezetők: Antić, Jakovljević (SRB) |
| 2019. december 8. 12:30 (4:30) | 1× 1×        | Jegyzőkönyv | 2× 1×        | Kumamoto Prefektúrai Sportcsarnok, Nisi-ku Nézőszám: 1000 Játékvezetők: Antić, Jakovljević (SRB) |

#### A 23. helyért
| 2019. december 9. 12:30 (04:30) | Ausztrália | 15–33       | Kína           | Park Dome Kumamoto, Higasi-ku Nézőszám: 6920 Játékvezetők: Lemes, Sosa (URU) |
| 2019. december 9. 12:30 (04:30) | Potocki 9  | (7–17)      | Csen (Chen) 11 | Park Dome Kumamoto, Higasi-ku Nézőszám: 6920 Játékvezetők: Lemes, Sosa (URU) |
| 2019. december 9. 12:30 (04:30) | 3× 1×      | Jegyzőkönyv | 4× 2×          | Park Dome Kumamoto, Higasi-ku Nézőszám: 6920 Játékvezetők: Lemes, Sosa (URU) |

#### A 21. helyért
| 2019. december 9. 12:30 (04:30) | Kuba             | 33–31                 | Kazahsztán | Kumamoto Prefektúrai Sportcsarnok, Nisi-ku Nézőszám: 1700 Játékvezetők: Cseng, Csou (Zheng, Zhou) (CHN) |
| 2019. december 9. 12:30 (04:30) | Camejo, Toledo 7 | (15–14, 29–29, b:4–2) | Khardina 9 | Kumamoto Prefektúrai Sportcsarnok, Nisi-ku Nézőszám: 1700 Játékvezetők: Cseng, Csou (Zheng, Zhou) (CHN) |
| 2019. december 9. 12:30 (04:30) | 4× 3× 1×         | Jegyzőkönyv           | 1×         | Kumamoto Prefektúrai Sportcsarnok, Nisi-ku Nézőszám: 1700 Játékvezetők: Cseng, Csou (Zheng, Zhou) (CHN) |

### A 17–20. helyért
| 2019. december 8. 15:00 (07:00) | Szlovénia | 19–32       | Brazília       | Kumamoto Prefektúrai Sportcsarnok, Nisi-ku Nézőszám: 1100 Játékvezetők: I, Ku (Lee, Koo) (KOR) |
| 2019. december 8. 15:00 (07:00) | Gros 5    | (9–18)      | Araújo, Lima 6 | Kumamoto Prefektúrai Sportcsarnok, Nisi-ku Nézőszám: 1100 Játékvezetők: I, Ku (Lee, Koo) (KOR) |
| 2019. december 8. 15:00 (07:00) | 4×        | Jegyzőkönyv | 1×             | Kumamoto Prefektúrai Sportcsarnok, Nisi-ku Nézőszám: 1100 Játékvezetők: I, Ku (Lee, Koo) (KOR) |

| 2019. december 8. 18:00 (10:00) | Szenegál            | 28–23       | Kongói DK | Kumamoto Prefektúrai Sportcsarnok, Nisi-ku Nézőszám: 600 Játékvezetők: Năstase, Stancu (ROU) |
| 2019. december 8. 18:00 (10:00) | N'Diaye, Sankharé 6 | (16–9)      | Mwasesa 7 | Kumamoto Prefektúrai Sportcsarnok, Nisi-ku Nézőszám: 600 Játékvezetők: Năstase, Stancu (ROU) |
| 2019. december 8. 18:00 (10:00) | 2× 3×               | Jegyzőkönyv | 3× 1×     | Kumamoto Prefektúrai Sportcsarnok, Nisi-ku Nézőszám: 600 Játékvezetők: Năstase, Stancu (ROU) |

#### A 19. helyért
| 2019. december 9. 15:00 (07:00) | Szlovénia | 29–27       | Kongói DK | Kumamoto Prefektúrai Sportcsarnok, Nisi-ku Nézőszám: 1900 Játékvezetők: Belkhiri, Hamidi (ALG) |
| 2019. december 9. 15:00 (07:00) | Stanko 13 | (14–13)     | Mwasesa 9 | Kumamoto Prefektúrai Sportcsarnok, Nisi-ku Nézőszám: 1900 Játékvezetők: Belkhiri, Hamidi (ALG) |
| 2019. december 9. 15:00 (07:00) | 3× 2×     | Jegyzőkönyv | 3× 2×     | Kumamoto Prefektúrai Sportcsarnok, Nisi-ku Nézőszám: 1900 Játékvezetők: Belkhiri, Hamidi (ALG) |

#### A 17. helyért
| 2019. december 9. 18:00 (10:00) | Brazília     | 22–18       | Szenegál   | Kumamoto Prefektúrai Sportcsarnok, Nisi-ku Nézőszám: 600 Játékvezetők: El-Saied, El-Saied (EGY) |
| 2019. december 9. 18:00 (10:00) | Nascimento 4 | (13–9)      | Sankharé 7 | Kumamoto Prefektúrai Sportcsarnok, Nisi-ku Nézőszám: 600 Játékvezetők: El-Saied, El-Saied (EGY) |
| 2019. december 9. 18:00 (10:00) | 4× 1×        | Jegyzőkönyv | 3×         | Kumamoto Prefektúrai Sportcsarnok, Nisi-ku Nézőszám: 600 Játékvezetők: El-Saied, El-Saied (EGY) |

### A 13–16. helyért
| 2019. december 8. 12:30 (04:30) | Angola   | 17–28       | Franciaország | Aqua Dome Kumamoto, Minami-ku Nézőszám: 3430 Játékvezetők: Lončar, Lončar (CRO) |
| 2019. december 8. 12:30 (04:30) | Guialo 4 | (9–9)       | Nze Minko 5   | Aqua Dome Kumamoto, Minami-ku Nézőszám: 3430 Játékvezetők: Lončar, Lončar (CRO) |
| 2019. december 8. 12:30 (04:30) | 4× 1×    | Jegyzőkönyv | 3× 3×         | Aqua Dome Kumamoto, Minami-ku Nézőszám: 3430 Játékvezetők: Lončar, Lončar (CRO) |

| 2019. december 8. 12:30 (04:30) | Magyarország | 34–26       | Argentína | Park Dome Kumamoto, Higasi-ku Nézőszám: 3726 Játékvezetők: Christiansen, Hansen (DEN) |
| 2019. december 8. 12:30 (04:30) | Kovacsics 7  | (19–12)     | Karsten 9 | Park Dome Kumamoto, Higasi-ku Nézőszám: 3726 Játékvezetők: Christiansen, Hansen (DEN) |
| 2019. december 8. 12:30 (04:30) | 3×           | Jegyzőkönyv |           | Park Dome Kumamoto, Higasi-ku Nézőszám: 3726 Játékvezetők: Christiansen, Hansen (DEN) |

#### A 15. helyért
| 2019. december 9. 15:00 (07:00) | Argentína | 27–30       | Angola    | Park Dome Kumamoto, Higasi-ku Nézőszám: 6464 Játékvezetők: Hizaki, Ikebucsi (JPN) |
| 2019. december 9. 15:00 (07:00) | Karsten 6 | (17–13)     | Guialo 11 | Park Dome Kumamoto, Higasi-ku Nézőszám: 6464 Játékvezetők: Hizaki, Ikebucsi (JPN) |
| 2019. december 9. 15:00 (07:00) | 3×        | Jegyzőkönyv | 9× 1×     | Park Dome Kumamoto, Higasi-ku Nézőszám: 6464 Játékvezetők: Hizaki, Ikebucsi (JPN) |

#### A 13. helyért
| 2019. december 9. 18:00 (10:00) | Magyarország | 21–26       | Franciaország | Park Dome Kumamoto, Higasi-ku Nézőszám: 2920 Játékvezetők: Alpajdze, Berezskina (RUS) |
| 2019. december 9. 18:00 (10:00) | Lukács 7     | (12–12)     | Lacrabère 6   | Park Dome Kumamoto, Higasi-ku Nézőszám: 2920 Játékvezetők: Alpajdze, Berezskina (RUS) |
| 2019. december 9. 18:00 (10:00) | 2× 1×        | Jegyzőkönyv | 3×            | Park Dome Kumamoto, Higasi-ku Nézőszám: 2920 Játékvezetők: Alpajdze, Berezskina (RUS) |

## Középdöntő

### 1. csoport
| Hely. | Csapat      | M | Gy | D | V | G+  | G–  | Gk  | P | Továbbjutás |
| ----- | ----------- | - | -- | - | - | --- | --- | --- | - | ----------- |
| 1.    | Norvégia    | 5 | 4  | 0 | 1 | 146 | 128 | +18 | 8 | Elődöntők   |
| 2.    | Hollandia   | 5 | 3  | 0 | 2 | 153 | 136 | +17 | 6 | Elődöntők   |
| 3.    | Szerbia     | 5 | 2  | 1 | 2 | 139 | 151 | −12 | 5 | 5. helyért  |
| 4.    | Németország | 5 | 2  | 1 | 2 | 135 | 136 | −1  | 5 | 7. helyért  |
| 5.    | Dánia       | 5 | 1  | 2 | 2 | 123 | 124 | −1  | 4 |             |
| 6.    | Dél-Korea   | 5 | 0  | 2 | 3 | 144 | 165 | −21 | 2 |             |

1. 1 2  Németország 28–29 Szerbia

| 2019. december 8. 15:00 (07:00) | Szerbia | 36–33       | Dél-Korea  | Aqua Dome Kumamoto, Minami-ku Nézőszám: 3450 Játékvezetők: García, Marín (ESP) |
| 2019. december 8. 15:00 (07:00) | Lavko 7 | (21–16)     | Ju (Yu) 10 | Aqua Dome Kumamoto, Minami-ku Nézőszám: 3450 Játékvezetők: García, Marín (ESP) |
| 2019. december 8. 15:00 (07:00) | 7× 1×   | Jegyzőkönyv | 4× 1×      | Aqua Dome Kumamoto, Minami-ku Nézőszám: 3450 Játékvezetők: García, Marín (ESP) |

| 2019. december 8. 18:00 (10:00) | Hollandia | 23–25       | Németország | Aqua Dome Kumamoto, Minami-ku Nézőszám: 4020 Játékvezetők: Bonaventura, Bonaventura (FRA) |
| 2019. december 8. 18:00 (10:00) | Dulfer 4  | (12–11)     | Bölk 6      | Aqua Dome Kumamoto, Minami-ku Nézőszám: 4020 Játékvezetők: Bonaventura, Bonaventura (FRA) |
| 2019. december 8. 18:00 (10:00) | 4×        | Jegyzőkönyv | 1× 1×       | Aqua Dome Kumamoto, Minami-ku Nézőszám: 4020 Játékvezetők: Bonaventura, Bonaventura (FRA) |

| 2019. december 8. 20:30 (12:30) | Norvégia       | 22–19       | Dánia             | Aqua Dome Kumamoto, Minami-ku Nézőszám: 1890 Játékvezetők: Alpajdze, Berezskina (RUS) |
| 2019. december 8. 20:30 (12:30) | Hegh Arntzen 5 | (12–9)      | Højlund, Grigel 4 | Aqua Dome Kumamoto, Minami-ku Nézőszám: 1890 Játékvezetők: Alpajdze, Berezskina (RUS) |
| 2019. december 8. 20:30 (12:30) | 4× 1×          | Jegyzőkönyv | 3× 2×             | Aqua Dome Kumamoto, Minami-ku Nézőszám: 1890 Játékvezetők: Alpajdze, Berezskina (RUS) |

| 2019. december 9. 15:00 (07:00) | Németország           | 28–29       | Szerbia  | Aqua Dome Kumamoto, Minami-ku Nézőszám: 5090 Játékvezetők: Năstase, Stancu (ROU) |
| 2019. december 9. 15:00 (07:00) | Berger, Minevszkaja 6 | (17–19)     | Cvijić 7 | Aqua Dome Kumamoto, Minami-ku Nézőszám: 5090 Játékvezetők: Năstase, Stancu (ROU) |
| 2019. december 9. 15:00 (07:00) | 5× 1×                 | Jegyzőkönyv | 5× 2× 1× | Aqua Dome Kumamoto, Minami-ku Nézőszám: 5090 Játékvezetők: Năstase, Stancu (ROU) |

| 2019. december 9. 18:00 (10:00) | Dánia    | 27–24       | Hollandia         | Aqua Dome Kumamoto, Minami-ku Nézőszám: 2200 Játékvezetők: García, Marín (ESP) |
| 2019. december 9. 18:00 (10:00) | Hansen 5 | (14–9)      | Polman, Snelder 5 | Aqua Dome Kumamoto, Minami-ku Nézőszám: 2200 Játékvezetők: García, Marín (ESP) |
| 2019. december 9. 18:00 (10:00) | 6× 3×    | Jegyzőkönyv | 4× 1×             | Aqua Dome Kumamoto, Minami-ku Nézőszám: 2200 Játékvezetők: García, Marín (ESP) |

| 2019. december 9. 20:30 (12:30) | Dél-Korea | 25–36       | Norvégia  | Aqua Dome Kumamoto, Minami-ku Nézőszám: 2120 Játékvezetők: Bonaventura, Bonaventura (FRA) |
| 2019. december 9. 20:30 (12:30) | Ju (Yu) 7 | (10–20)     | Oftedal 7 | Aqua Dome Kumamoto, Minami-ku Nézőszám: 2120 Játékvezetők: Bonaventura, Bonaventura (FRA) |
| 2019. december 9. 20:30 (12:30) | 3× 1×     | Jegyzőkönyv | 2× 2×     | Aqua Dome Kumamoto, Minami-ku Nézőszám: 2120 Játékvezetők: Bonaventura, Bonaventura (FRA) |

| 2019. december 11. 15:00 (07:00) | Hollandia  | 40–33       | Dél-Korea | Aqua Dome Kumamoto, Minami-ku Nézőszám: 5070 Játékvezetők: Năstase, Stancu (ROU) |
| 2019. december 11. 15:00 (07:00) | Abbingh 11 | (23–16)     | Ju (Yu) 9 | Aqua Dome Kumamoto, Minami-ku Nézőszám: 5070 Játékvezetők: Năstase, Stancu (ROU) |
| 2019. december 11. 15:00 (07:00) | 7× 1×      | Jegyzőkönyv | 2× 1×     | Aqua Dome Kumamoto, Minami-ku Nézőszám: 5070 Játékvezetők: Năstase, Stancu (ROU) |

| 2019. december 11. 18:00 (10:00) | Szerbia     | 26–26       | Dánia          | Aqua Dome Kumamoto, Minami-ku Nézőszám: 3080 Játékvezetők: García, Marín (ESP) |
| 2019. december 11. 18:00 (10:00) | Pop-Lazić 6 | (14–11)     | S. Jørgensen 6 | Aqua Dome Kumamoto, Minami-ku Nézőszám: 3080 Játékvezetők: García, Marín (ESP) |
| 2019. december 11. 18:00 (10:00) | 6× 1×       | Jegyzőkönyv | 2× 2×          | Aqua Dome Kumamoto, Minami-ku Nézőszám: 3080 Játékvezetők: García, Marín (ESP) |

| 2019. december 11. 20:30 (12:30) | Norvégia        | 32–29       | Németország | Aqua Dome Kumamoto, Minami-ku Nézőszám: 3520 Játékvezetők: Alpaidze, Berezkina (RUS) |
| 2019. december 11. 20:30 (12:30) | Brattset Dale 6 | (17–16)     | Bölk 6      | Aqua Dome Kumamoto, Minami-ku Nézőszám: 3520 Játékvezetők: Alpaidze, Berezkina (RUS) |
| 2019. december 11. 20:30 (12:30) | 2×              | Jegyzőkönyv | 2× 1×       | Aqua Dome Kumamoto, Minami-ku Nézőszám: 3520 Játékvezetők: Alpaidze, Berezkina (RUS) |

### 2. csoport
| Hely. | Csapat        | M | Gy | D | V | G+  | G–  | Gk  | P  | Továbbjutás |
| ----- | ------------- | - | -- | - | - | --- | --- | --- | -- | ----------- |
| 1.    | Oroszország   | 5 | 5  | 0 | 0 | 161 | 117 | +44 | 10 | Elődöntők   |
| 2.    | Spanyolország | 5 | 3  | 1 | 1 | 145 | 137 | +8  | 7  | Elődöntők   |
| 3.    | Montenegró    | 5 | 3  | 0 | 2 | 137 | 137 | 0   | 6  | 5. helyért  |
| 4.    | Svédország    | 5 | 2  | 1 | 2 | 141 | 132 | +9  | 5  | 7. helyért  |
| 5.    | Japán (R)     | 5 | 1  | 0 | 4 | 143 | 150 | −7  | 2  |             |
| 6.    | Románia       | 5 | 0  | 0 | 5 | 102 | 156 | −54 | 0  |             |

| 2019. december 8. 15:00 (07:00) | Románia | 18–27       | Oroszország                | Park Dome Kumamoto, Higasi-ku Nézőszám: 5870 Játékvezetők: García, Paolantoni (ARG) |
| 2019. december 8. 15:00 (07:00) | Neagu 5 | (10–10)     | Bobrovnyikova, Vjahireva 5 | Park Dome Kumamoto, Higasi-ku Nézőszám: 5870 Játékvezetők: García, Paolantoni (ARG) |
| 2019. december 8. 15:00 (07:00) | 3× 1×   | Jegyzőkönyv | 4× 2×                      | Park Dome Kumamoto, Higasi-ku Nézőszám: 5870 Játékvezetők: García, Paolantoni (ARG) |

| 2019. december 8. 18:00 (10:00) | Montenegró  | 30–26       | Japán      | Park Dome Kumamoto, Higasi-ku Nézőszám: 7356 Játékvezetők: Belkhiri, Hamidi (ALG) |
| 2019. december 8. 18:00 (10:00) | Radičević 8 | (14–11)     | Fudzsita 7 | Park Dome Kumamoto, Higasi-ku Nézőszám: 7356 Játékvezetők: Belkhiri, Hamidi (ALG) |
| 2019. december 8. 18:00 (10:00) | 3× 1×       | Jegyzőkönyv | 3× 2×      | Park Dome Kumamoto, Higasi-ku Nézőszám: 7356 Játékvezetők: Belkhiri, Hamidi (ALG) |

| 2019. december 8. 20:30 (12:30) | Spanyolország | 28–28       | Svédország        | Park Dome Kumamoto, Higasi-ku Nézőszám: 2132 Játékvezetők: Lah, Sok (SLO) |
| 2019. december 8. 20:30 (12:30) | Cabral 6      | (14–8)      | Hagman, Mässing 8 | Park Dome Kumamoto, Higasi-ku Nézőszám: 2132 Játékvezetők: Lah, Sok (SLO) |
| 2019. december 8. 20:30 (12:30) | 7× 2× 1×      | Jegyzőkönyv | 3× 2×             | Park Dome Kumamoto, Higasi-ku Nézőszám: 2132 Játékvezetők: Lah, Sok (SLO) |

| 2019. december 10. 15:00 (07:00) | Oroszország   | 35–28       | Montenegró  | Park Dome Kumamoto, Higasi-ku Nézőszám: 6338 Játékvezetők: Krichen, Makhlouf (TUN) |
| 2019. december 10. 15:00 (07:00) | Manaharova 12 | (17–16)     | Radičević 8 | Park Dome Kumamoto, Higasi-ku Nézőszám: 6338 Játékvezetők: Krichen, Makhlouf (TUN) |
| 2019. december 10. 15:00 (07:00) | 5× 1×         | Jegyzőkönyv | 7× 2×       | Park Dome Kumamoto, Higasi-ku Nézőszám: 6338 Játékvezetők: Krichen, Makhlouf (TUN) |

| 2019. december 10. 18:00 (10:00) | Japán   | 31–33       | Spanyolország | Park Dome Kumamoto, Higasi-ku Nézőszám: 3428 Játékvezetők: Kuttler, Merz (GER) |
| 2019. december 10. 18:00 (10:00) | Ójama 6 | (13–17)     | Pena 7        | Park Dome Kumamoto, Higasi-ku Nézőszám: 3428 Játékvezetők: Kuttler, Merz (GER) |
| 2019. december 10. 18:00 (10:00) | 4× 3×   | Jegyzőkönyv | 5× 2×         | Park Dome Kumamoto, Higasi-ku Nézőszám: 3428 Játékvezetők: Kuttler, Merz (GER) |

| 2019. december 10. 20:30 (12:30) | Svédország  | 34–22       | Románia         | Park Dome Kumamoto, Higasi-ku Nézőszám: 1980 Játékvezetők: Lemes, Sosa (URU) |
| 2019. december 10. 20:30 (12:30) | Mellegård 7 | (14–9)      | három játékos 4 | Park Dome Kumamoto, Higasi-ku Nézőszám: 1980 Játékvezetők: Lemes, Sosa (URU) |
| 2019. december 10. 20:30 (12:30) | 4× 1×       | Jegyzőkönyv | 3× 1×           | Park Dome Kumamoto, Higasi-ku Nézőszám: 1980 Játékvezetők: Lemes, Sosa (URU) |

| 2019. december 11. 15:00 (07:00) | Spanyolország | 26–36       | Oroszország | Park Dome Kumamoto, Higasi-ku Nézőszám: 6281 Játékvezetők: Bonaventura, Bonaventura (FRA) |
| 2019. december 11. 15:00 (07:00) | Cabral 6      | (12–16)     | Frolova 9   | Park Dome Kumamoto, Higasi-ku Nézőszám: 6281 Játékvezetők: Bonaventura, Bonaventura (FRA) |
| 2019. december 11. 15:00 (07:00) | 1×            | Jegyzőkönyv | 2× 2×       | Park Dome Kumamoto, Higasi-ku Nézőszám: 6281 Játékvezetők: Bonaventura, Bonaventura (FRA) |

| 2019. december 11. 18:00 (10:00) | Románia               | 20–37       | Japán      | Park Dome Kumamoto, Higasi-ku Nézőszám: 3962 Játékvezetők: Belkhiri, Hamidi (ALG) |
| 2019. december 11. 18:00 (10:00) | Perianu, Udriștioiu 4 | (8–18)      | Szaszaki 8 | Park Dome Kumamoto, Higasi-ku Nézőszám: 3962 Játékvezetők: Belkhiri, Hamidi (ALG) |
| 2019. december 11. 18:00 (10:00) | 3× 1×                 | Jegyzőkönyv |            | Park Dome Kumamoto, Higasi-ku Nézőszám: 3962 Játékvezetők: Belkhiri, Hamidi (ALG) |

| 2019. december 11. 20:30 (12:30) | Montenegró   | 26–23       | Svédország | Park Dome Kumamoto, Higasi-ku Nézőszám: 1926 Játékvezetők: García, Paolantoni (ARG) |
| 2019. december 11. 20:30 (12:30) | Mehmedović 7 | (12–12)     | Blohm 7    | Park Dome Kumamoto, Higasi-ku Nézőszám: 1926 Játékvezetők: García, Paolantoni (ARG) |
| 2019. december 11. 20:30 (12:30) | 2× 3×        | Jegyzőkönyv | 4×         | Park Dome Kumamoto, Higasi-ku Nézőszám: 1926 Játékvezetők: García, Paolantoni (ARG) |

## Helyosztók

### Elődöntők
| 2019. december 13. 17:30 (9:30) | Oroszország  | 32–33       | Hollandia | Kumamoto Prefektúrai Sportcsarnok, Nisi-ku Nézőszám: 4240 Játékvezetők: Bonaventura, Bonaventura (FRA) |
| 2019. december 13. 17:30 (9:30) | Vjahireva 11 | (16–16)     | Polman 9  | Kumamoto Prefektúrai Sportcsarnok, Nisi-ku Nézőszám: 4240 Játékvezetők: Bonaventura, Bonaventura (FRA) |
| 2019. december 13. 17:30 (9:30) | 3× 2×        | Jegyzőkönyv | 3×        | Kumamoto Prefektúrai Sportcsarnok, Nisi-ku Nézőszám: 4240 Játékvezetők: Bonaventura, Bonaventura (FRA) |

| 2019. december 13. 20:30 (12:30) | Norvégia | 22–28       | Spanyolország | Kumamoto Prefektúrai Sportcsarnok, Nisi-ku Nézőszám: 4261 Játékvezetők: Alpajdze, Berezskina (RUS) |
| 2019. december 13. 20:30 (12:30) | Aune 5   | (13–13)     | Cabral 7      | Kumamoto Prefektúrai Sportcsarnok, Nisi-ku Nézőszám: 4261 Játékvezetők: Alpajdze, Berezskina (RUS) |
| 2019. december 13. 20:30 (12:30) | 3× 3×    | Jegyzőkönyv | 5× 2×         | Kumamoto Prefektúrai Sportcsarnok, Nisi-ku Nézőszám: 4261 Játékvezetők: Alpajdze, Berezskina (RUS) |

### A 7. helyért
| 2019. december 13. 14:30 (6:30) | Németország | 24–35       | Svédország | Kumamoto Prefektúrai Sportcsarnok, Nisi-ku Nézőszám: 6860 Játékvezetők: García, Marín (ESP) |
| 2019. december 13. 14:30 (6:30) | Stolle 6    | (13–18)     | Gulldén 7  | Kumamoto Prefektúrai Sportcsarnok, Nisi-ku Nézőszám: 6860 Játékvezetők: García, Marín (ESP) |
| 2019. december 13. 14:30 (6:30) | 2× 1×       | Jegyzőkönyv | 1× 1×      | Kumamoto Prefektúrai Sportcsarnok, Nisi-ku Nézőszám: 6860 Játékvezetők: García, Marín (ESP) |

### Az 5. helyért
| 2019. december 13. 11:30 (3:30) | Szerbia       | 26–28       | Montenegró            | Kumamoto Prefektúrai Sportcsarnok, Nisi-ku Nézőszám: 5690 Játékvezetők: Belkhiri, Hamidi (ALG) |
| 2019. december 13. 11:30 (3:30) | Stoiljković 6 | (12–13)     | Raičević, Ramusović 4 | Kumamoto Prefektúrai Sportcsarnok, Nisi-ku Nézőszám: 5690 Játékvezetők: Belkhiri, Hamidi (ALG) |
| 2019. december 13. 11:30 (3:30) | 1×            | Jegyzőkönyv | 4× 3×                 | Kumamoto Prefektúrai Sportcsarnok, Nisi-ku Nézőszám: 5690 Játékvezetők: Belkhiri, Hamidi (ALG) |

### Bronzmérkőzés
| 2019. december 15. 17:30 (9:30) | Oroszország | 33–28       | Norvégia                | Kumamoto Prefektúrai Sportcsarnok, Nisi-ku Nézőszám: 8664 Játékvezetők: García, Marín (ESP) |
| 2019. december 15. 17:30 (9:30) | Vjahireva 9 | (18–15)     | Hegh Arntzen, Oftedal 7 | Kumamoto Prefektúrai Sportcsarnok, Nisi-ku Nézőszám: 8664 Játékvezetők: García, Marín (ESP) |
| 2019. december 15. 17:30 (9:30) | 4×          | Jegyzőkönyv | 4× 1×                   | Kumamoto Prefektúrai Sportcsarnok, Nisi-ku Nézőszám: 8664 Játékvezetők: García, Marín (ESP) |

### Döntő
| 2019. december 15. 20:30 (12:30) | Hollandia | 30–29       | Spanyolország | Kumamoto Prefektúrai Sportcsarnok, Nisi-ku Nézőszám: 9624 Játékvezetők: Bonaventura, Bonaventura (FRA) |
| 2019. december 15. 20:30 (12:30) | Polman 9  | (16–13)     | Cabral 7      | Kumamoto Prefektúrai Sportcsarnok, Nisi-ku Nézőszám: 9624 Játékvezetők: Bonaventura, Bonaventura (FRA) |
| 2019. december 15. 20:30 (12:30) | 3× 2×     | Jegyzőkönyv | 1× 2× 1×      | Kumamoto Prefektúrai Sportcsarnok, Nisi-ku Nézőszám: 9624 Játékvezetők: Bonaventura, Bonaventura (FRA) |

| A 2019-es női kézilabda-világbajnokság győztese |
| ----------------------------------------------- |
| · Hollandia · 1. cím                            |

## Végeredmény
|  | Részvételi jogot szerzett a 2020. évi nyári olimpiai játékokra világbajnokként vagy rendezőként |
|  | Másik tornáról részvételi jogot szerzett a 2020. évi nyári olimpiai játékokra                   |
|  | Részvételi jogot szerzett az olimpiai selejtezőtornára                                          |
|  | Másik tornáról részvételi jogot szerzett az olimpiai selejtezőtornára                           |

| Helyezés  | Csapat        |
| --------- | ------------- |
| Aranyérem | Hollandia     |
| Ezüstérem | Spanyolország |
| Bronzérem | Oroszország   |
| 4.        | Norvégia      |
| 5.        | Montenegró    |
| 6.        | Szerbia       |
| 7.        | Svédország    |
| 8.        | Németország   |
| 9.        | Dánia         |
| 10.       | Japán         |
| 11.       | Dél-Korea     |
| 12.       | Románia       |
| 13.       | Franciaország |
| 14.       | Magyarország  |
| 15.       | Angola        |
| 16.       | Argentína     |
| 17.       | Brazília      |
| 18.       | Szenegál      |
| 19.       | Szlovénia     |
| 20.       | Kongói DK     |
| 21.       | Kuba          |
| 22.       | Kazahsztán    |
| 23.       | Kína          |
| 24.       | Ausztrália    |

## Statisztika

### Góllövőlista
| Helyezés | Név                  | Csapat        | Gól | Összes lövés | %  |
| -------- | -------------------- | ------------- | --- | ------------ | -- |
| 1        | Lois Abbingh         | Hollandia     | 71  | 114          | 62 |
| 2        | Ju Unhi              | Dél-Korea     | 69  | 114          | 61 |
| 3        | Tjaša Stanko         | Szlovénia     | 62  | 98           | 63 |
| 4        | Alexandrina Cabral   | Spanyolország | 60  | 95           | 63 |
| 5        | Estavana Polman      | Hollandia     | 58  | 107          | 54 |
| 5        | Jovanka Radičević    | Montenegró    | 58  | 82           | 71 |
| 7        | Stine Bredal Oftedal | Norvégia      | 51  | 82           | 62 |
| 8        | Cristina Neagu       | Románia       | 49  | 82           | 60 |
| 9        | Jaroszlava Frolova   | Oroszország   | 48  | 69           | 70 |
| 10       | Sally Potocki        | Ausztrália    | 47  | 100          | 47 |

Forrás: IHF

### Kapusok rangsora
| Helyezés | Név                 | Csapat        | %  | Védett lövés | Összes lövés |
| -------- | ------------------- | ------------- | -- | ------------ | ------------ |
| 1        | Catherine Gabriel   | Franciaország | 42 | 34           | 81           |
| 2        | Viktorija Kalinyina | Oroszország   | 39 | 42           | 107          |
| 2        | Sandra Toft         | Dánia         | 39 | 90           | 229          |
| 4        | Hatadou Sako        | Szenegál      | 37 | 85           | 228          |
| 5        | Dinah Eckerle       | Németország   | 36 | 103          | 290          |
| 6        | Bíró Blanka         | Magyarország  | 35 | 43           | 123          |
| 6        | Amandine Leynaud    | Franciaország | 35 | 46           | 133          |
| 6        | Silje Solberg       | Norvégia      | 35 | 113          | 321          |
| 9        | Bárbara Arenhart    | Brazília      | 34 | 49           | 146          |
| 9        | Filippa Idéhn       | Svédország    | 34 | 88           | 256          |

Forrás: IHF